# Silva Jardim
Silva Jardim – miasto i gmina w Brazylii, w stanie Rio de Janeiro. Znajduje się w mezoregionie Baixadas i mikroregionie Bacia de São João.